# Cassie Jackman
Cassie Jackman, MBE (* 22. Dezember 1972 in North Walsham) ist eine ehemalige englische Squashspielerin.

## Leben
Cassie Jackman heiratete im Juli 1999 den englischen Squashspieler und Trainer David Campion. Von 1999 bis 2002 spielte sie daher unter ihrem neuen Namen Cassie Campion. Ab 2002 war sie jedoch wieder mit ihrem Geburtsnamen Jackman aktiv, ihre Ehe wurde geschieden. Seit 2004 ist sie mit dem Australier Matthew Thomas verheiratet, mit dem sie zwei Töchter hat.

## Karriere
Cassie Jackman begann ihre Karriere im Jahr 1990 und gewann auf der WSA World Tour insgesamt 28 Titel. Noch 1991 konnte sie ihre Juniorenkarriere mit dem Gewinn der Weltmeisterschaft krönen. Im norwegischen Bergen bezwang sie in fünf Sätzen Sabine Schöne. Bei den Damen stand sie viermal im Finale der Weltmeisterschaft: 1994 unterlag sie Michelle Martin mit 1:9, 0:9, 6:9 und 1996 Sarah Fitz-Gerald mit 0:9, 3:9, 4:9. Im Jahr 1999 gewann sie das Endspiel. Gegen Michelle Martin siegte sie mit 9:6, 9:7 und 9:7. 2003 unterlag sie dann nochmal Carol Owens im Finale mit 9:3, 2:9, 7:9 und 3:9. In der Saison 1997 wurde sie außerdem mit Sue Wright Vizeweltmeister im Doppel und mit Chris Walker Vizeweltmeister im Mixed. Mit der englischen Nationalmannschaft wurde sie 2000 Weltmeister. Aufgrund ihrer Erfolge bei den Weltmeisterschaften und anderer Turniere eroberte Cassie Jackman im März 2000 erstmals die Spitze der Weltrangliste, an der sie sich acht Monate hielt. Von Februar bis Juli 2004 führte sie die Weltrangliste ein zweites Mal an. In den Jahren 1993, 1999, 2000 und von 2002 und 2004 wurde sie insgesamt sechsmal britische Landesmeisterin. Mit der englischen Nationalmannschaft gewann sie insgesamt zwölf Titel bei Europameisterschaften.
Bei den Commonwealth Games konnte Cassie Jackman mehrere Medaillen gewinnen. Ihre erste Medaille gewann sie 1998 im Doppel, als sie mit Sue Wright Gold holte. Im Einzel erhielt sie nach einem dritten Platz die Bronzemedaille. Auch 2002 errang sie erneut Bronze. Im Doppel errang sie und ihre Partnerin Tania Bailey die Silbermedaille. Im Jahr 2004 wurde Cassie Jackman zum MBE ernannt. Sie beendete im Dezember 2004 ihre Karriere.

## Erfolge
- Weltmeister: 1999
- Weltmeister mit der Mannschaft: 2000
- Vizeweltmeister im Doppel: 1997 (mit Sue Wright)
- Vizeweltmeister im Mixed: 1997 (mit Chris Walker)
- Europameister mit der Mannschaft: 12 Titel (1990–1995, 1998–2000, 2002–2004)
- Gewonnene WSA-Titel: 28
- 14 Monate Weltranglistenerste
- Commonwealth Games: 1 × Gold (Doppel 1998), 1 × Silber (Doppel 2002), 2 × Bronze (Einzel 1998 und 2002)
- Britischer Meister: 6 Titel (1993, 1999, 2000, 2002–2004)